# マナル隊
マナル隊（マナルたい、英：MANARUTAI）は、日本の北海道を拠点に活動している5人組男性YouTuberである。UUUM所属。名称の「マナル」は「真成（しんせい）」の訓読みに由来し、偽りやごまかしのない本当のことを意味する。当初は3人組だったが、2022年7月20日のマナービート始動で、裏方のけーすけとまるを含めて5人組となった。

## 略歴
- 2019年1月14日、YouTubeチャンネル「MANARUTAI マナル隊」を開設。同年3月20日より動画投稿を開始[1][出典無効]。
- 2019年6月25日、サブチャンネル「マナル隊ハウス Manarutai House」の動画投稿を開始。
- 2019年8月29日、メインチャンネルのチャンネル登録者数が10万人を突破した。
- 2019年9月8日、マナル隊が、事務所UUUMに加入した事を発表。
- 2019年10月24日、メインチャンネルアカウントが何者かに乗っ取られ、メインチャンネルアカウントが停止した。一時サブチャンネルで活動すると発表したが、その後11月12日、停止されていたアカウントは復旧した。
- 2020年1月12日、サブチャンネル「マナル隊ハウス Manarutai House」のチャンネル登録者数が10万人を突破した。
- 2020年3月28日にマナル隊初となるイベント「ZUUUM 〜Monthly Creators Live〜 3月号」に出演予定だったが、同年3月2日に新型コロナウイルス感染症の理由でこのイベント自体が中止になった。
- 2020年11月26日、マナル隊は3人の母校である新得町立新得小学校を訪れ、ロゴの入ったオリジナルマスク210枚（同校全児童分）を寄贈した[2]。
- 2021年1月9日、サブチャンネル「マナル隊ハウス Manarutai House」が「マナル研究所」に改称される。
- 2022年6月25日、メインチャンネルの登録者数が100万人を突破、同時にサブチャンネルのチャンネル名が「マナル研究所」から「マナービート」に改称されることが明らかになった。
- 2022年7月20日、マナービート始動。
- 2023年4月8日、地元の北海道にて初めてお笑いライブを実施した。
- 2024年7月15日、HBC赤レンガプレミアムフェストで開催した。
- 2024年12月21日、イオン札幌厚別店でイベントを開催した。
- 2025年3月15日、ウィンタースノーフェスタにてイベントを開催した。
- 2025年7月5日、チャンネルをコント系からコントではなく「長くても笑えるチャンネル」に方向転換すると発表した。以降コントはショートで継続。

## メンバー
唯一、この中に結婚した人がいない。
たっか
メンバーカラー：    青色
本名：安藤 泰貴（あんどう やすたか）
出身地：北海道新得町
生年月日：1996年3月25日（29歳）
身長：182cm
体重：65kg
血液型：B型
編集担当：マナル隊・マナービート
マナル隊のリーダーでありながらスポーツ担当。
神奈川大学を卒業後、高級腕時計店に就職。とある富豪の客が運転手付きの高級車で乗りつけ高価な腕時計を次々と購入していく光景に対し「自分もこうなりたい」と思い、友人のだいとけーたを誘ってYouTuberを始めた。
一方、18年間は水泳をしていたこともあり、オリンピック出場を目指している。サブチャンネルでは水泳を披露した動画がある。得意な泳ぎはバタフライで北海道記録も持っている。
2021年と2022年にSASUKEに出場しているが、どちらも1stステージのドラゴングライダーで脱落となった。
2023年に坊主になって、2025年に金髪になった。(ただし不定期にピンク髪になったり青髪になったりする。)
モンクレール320円で売られた。
だい
メンバーカラー：    赤色
本名：小松 大（こまつ だい）
出身地：北海道新得町
生年月日：1995年12月29日（29歳）
身長：167cm
体重：65kg
血液型：B型
編集担当：マナル隊
高校卒業後、北海道で就職。友人のたっかがYouTuberに誘ったことをきっかけに退職した。マナル隊の筋肉担当。
趣味は体を鍛えること。学生の頃はスキーをしていた。
愛犬のトイ・プードルのちゃちゃ丸とぷぷ丸とジャーマン・ポインターのバロンを飼っている。過去にはミニチュア・ピンシャーのリキという犬を飼っていた。
父親はバンバンガレージというYouTuberとして活動している。
以前まで金髪だったが2025年に坊主になって、黒髪になった。
けーた
メンバーカラー：    緑色
本名：工藤 慧太（くどう けいた、旧姓：松浦）
出身地：北海道新得町
生年月日：1995年5月15日（30歳）
身長：163cm
体重：51kg
血液型：B型
編集担当：マナービート（以前はマナル隊を担当していた）
マナービートのリーダー。マナル隊・マナービートのポンコツ担当｡
高校1年生の時に両親が離婚して、その後母親が再婚して
苗字が工藤と判断させていただく
高校卒業後、札幌で就職。友人のたっかがYouTuberに誘ったことをきっかけに退職した。
学生時代はサッカー部に入っていた。
過去にはパチンコ依存症になり借金をしていて、消費者金融と闇金など全部をあわせたら300万円〜400万円借金をしていた。
頻繁に物を失くしたり忘れたりするため、注意欠如多動症の疑惑があると本人が語っている。
けーすけ
メンバーカラー：    黄色
本名：柳沢圭亮（やなぎざわ　けいすけ）
出身地：北海道新得町
生年月日：1995年4月9日（30歳）
身長：169cm
血液型：A型
編集担当：マナル隊・マナービート
マナル隊の裏方。
父親が社会人サッカーチームの監督を務めたこともあり、学生の頃はけーたと同じくサッカーをしていた。
マナービート加入前も、けーたの個人チャンネル「けーたちゃんねる」の動画に度々出演していた。
また、マナル隊の一部の動画に出演することもある。
けーたと同じく忘れ物や遅刻、物を紛失することが多いため、注意欠如多動症の疑惑があると本人が語っている。
まる
メンバーカラー：    オレンジ色
本名：乙丸 由秀（おとまる　よしひで）
出身地：北海道札幌市
生年月日：1990年7月22日（35歳）
身長：168cm
編集担当：マナービート・マナル隊
マナル隊の裏方。
過去には”パーフェクトフェイズ”というグループYouTubeをしていた。
本職がシンガーソングライターであるため、マナル隊・マナービートの曲をプロデュースしている。
また、マナル隊の一部の動画に出演することもある。
2024年に坊主になった。

## 動画・企画・編集
マナル隊の企画・編集担当は主にたっかとだいが担当している。不定期でけーたが企画、けーすけとまるが編集を担当することがある。マナル隊の投稿動画は主にコント系や体を張った動画が多い。
マナービートは主にけーたとまるが担当し、不定期でけーすけやたっかなども担当している。また、動画の概要欄に誰が編集したか記載されている。
出演は3人から5人が常だが、一部の動画ではたっかもしくけーたがいない2人だけの動画もある。

### 企画
マナル隊では「身体体張る系YouTuber」を自称しており、体当たり的なコントが多い。また、 逃走中やはじめてのおつかいなど、テレビ番組等のパロディコントを多く投稿している。しかし、2024年以降はコント動画の投稿頻度が減っていき、最近ではメンバーの誰かがトラブルに遭う動画や一般人や店の店員に怒られる動画などを多く投稿している。
マナービートではチャレンジ企画など、コント以外の様々な企画が行われている。その中でも、「じゃんけん負けた奴フェラーリ購入」という企画が話題になった。

## コント内の登場人物
コント内に登場する人物は内容によっては何かしらの理由で死亡することがあるがマナル隊は「マナル隊ファミリーは寝ると生き返る」という設定のため登場人物の登場に影響はない。
たっかお父さん
演者：たっか
職業：ニート（過去に消防士として働いた経験あり）、SASUKEではトランポリン日本代表と表示
本名：安藤ヤスタカ
マナル隊ファミリーの父親である。設定年齢27歳｡
だい子の家が火事になったときに、当時消防士だったたっかが、だい子をお姫様抱っこして救出したことがきっかけで付き合うようになった。家は消火出来なかったが、だい子が恋に落ち、後日だい子に告白された。しかしたっかは当時告白されたときには既に彼女（ななこ）がいたため断ったが、だい子に無理矢理付き合うよう脅迫され、危険と隣り合わせのままだい子と付き合う羽目になった。
だい子が居る時はだい子と仲良く過ごすが、居ない時は愚痴や悪口を言っており、本当はだい子のことが大嫌いである。そのため一日でも早くだい子と別れたいと思っているが、いつも力づくで止められている。だい子に対してかなり鬱憤が溜まっているようで、チャンスがあればけーたと共にだい子へ日頃の仕返しをする。
普段は無職のため、だい子のお金を盗んでパチンコの為に使うが、全て空回りしてしまう。
趣味はメジャーで遊ぶこととナンパ。だい子との付き合いのストレスのせいか、ななこと密会したり他の女の子をナンパして浮気することが多く、これまで少なくとも13回浮気している。だい子にバレないように浮気を隠すのが上手いが、GPSやモニタリングによりバレてお仕置きされることもしばしば。嘘をつく事が多く、いつも人のせいにしていることが多い。
だい子お母さん
演者：だい
職業：「ルイ・ヴィチョン」のデザイナー、SASUKEでは不死身と表示
本名：安藤だい子（旧姓：熊田）
マナル隊ファミリーの母親。設定年齢27歳。たっかお父さんのことを溺愛している。モンスターペアレント。
怪力で人類最強の運動神経と体力を持っており、毎日トレーニング部屋でダンベルを持つなど鍛えているほか、小学生の頃からボクシング・レスリング・空手・柔道・相撲・合気道・体操をやっていて、全て大会で世界一をとっている。そのため筋肉質な体型になっており、一発で相手を仕留めることが出来る。好きな筋肉はてへゴリのポーズをしたときの上腕二頭筋。好きな食べ物は毒、辛いもの。趣味はお菓子作り。好きな曲は「eye of the tiger」。何故かシャットダウン機能がついている。
いつも濃いメイクをしており、さらに髭や脇毛・すね毛などの体毛が濃く、特に脇や足の匂いと口臭が相手を気絶させるほど臭いため、なお、坊主になっている。たっかお父さんから恐れられている。メイクはその日の気分によって変わる。自分は世界一可愛いと思っているが、お世辞にも美人とは言い難い顔立ちで、周りの人から悪口を言われている（いわゆる「勘違いブス」）。一度だけよききに顔面を改造してもらったことがあるが、数日後には改造が解けてしまった。
着衣は、囚人服を彷彿とさせる白と黒のボーダーワンピースに麦わら帽子で、ワンピースは肩に磁石が付いていてすぐに脱ぐことができ、他の人によく脱がされる。ワンピースは2種類ある。
女性であるにも拘らず非常に漢気がある。自己中心的で、他人に逆らわれたり注意されたりすると力づくで襲いかかったり、怒鳴り散らして脅したり、いじめたり、挙句の果てには絞め殺そうとしたりと独裁的かつ凶暴な性格である。けーたに対して脅したり暴行を加えることが多く、地域では「日本一虐待するお母さん（女）」で有名になっている。そういった性格もあってか、家族（特にたっかお父さんとけーた）から内心忌み嫌われている一方、たっかお父さんとけーたに鍋料理にダンゴムシや尿、七味唐辛子、トリカブトを入れるイタズラをされたこともある｡
目の周りが青くなると格闘状態、崩壊状態になる。本人曰くこの状態の時は近づかない方がいいらしい。
ファッションデザイナーのためお金持ちで、たっかによくお財布扱いされる。
一度使った服や食器、スマホ（携帯で一度返信したら）でも捨てる。
告白されるタイプだと自称しているが、実際は告白するタイプで、初デートで行ってみたいところはゴールドジム。
特定のリズムを何回か聞くと「だいこだいだいこだいこ、フワフワ」と歌い出す謎の重い病気にかかった。

### マナル隊ファミリーの4兄妹
けーたくん
演者：けーた
職業：取り立て屋・殺し屋
本名：安藤けーた
マナル隊ファミリーの次男。精神年齢3歳（身体年齢27歳）。
マナル隊ファミリーの4兄妹で最も出番が多く、甲高い声が特徴。よく変顔をする。嫌いな食べ物はトマト。寝相がとても悪い。
よくだい子から脅されたり暴行を加えられることによるストレスからか、かなりの毒舌家で口が悪く、気分が悪いときは愚痴や悪口を言ったり、だい子をクソババアと呼んだりしている。だい子をはじめ親に反抗的な態度を取るが、ほぼ必ずだい子に力づくで始末される。さらにだい子からは「バカ息子」と呼ばれたことがある。たっかお父さんと同じくだい子のことは大嫌いである。そのため、将来はプロボクサーになってだい子に復讐したいと思っており、チャンスがあればたっかお父さんと共にだい子へ日頃の仕返しをする。
いつも両手をグーにして広げ、身体全体を左右に傾けて足を大きく動かす「気持ち悪い歩き方」をしており、毎日練習している。
主にだい子からよくおつかいを頼まれる。本人は嫌がっているが、実力行使や脅迫によって無理矢理行かせられる。おつかいに行くときには寄り道したり、いたずらしたりしている。
うんちを食べたり覚醒剤を吸ったりすると、「キモチイィーーー!!」と叫んで覚醒し、妹であるゴンザレス並みの力を出すことが出来る。
2人の友達と一緒に遊んでいるがむしろ奴隷のように扱っており、けーたが命令してそれに従わせている。
相手に逆らわれると、首の骨を折って倒している。首の骨を折る感触が気持ちよく、本人はこの倒し方を気に入っている。他にも土下座させたり顔面を火鍋などに付けさせたりすることがある。
だいこと同様に特定のリズムを何回か聞くと「けーたくん けーたくん けーたくん けーたhaha」と歌い出す謎の重い病気にかかった事がある。
たっかお兄ちゃん
演者：たっか
本名：安藤たっか
マナル隊ファミリーの長男。精神年齢5歳（身体年齢27歳）。
帽子とメガネが特徴。弟のけーたが泣いた時や困った時には優しく接するしっかり者。たっかお父さんやけーたと同じくだい子が大嫌い。かなり運が悪く、交通事故に遭ったことがある。公園でゴンザレスの人形を奪ってけーたと遊んでいたが、ゴンザレスの覚醒の際に吹き飛ばされ死亡したが復活した。
ゴンザレス
演者：だい
本名：安藤ゴンザレス
マナル隊ファミリーの長女。けーた・たっかお兄ちゃんの妹。精神年齢は1歳だが、育ちが早く車をひっくり返せる程の力を持つ。体力はだい子より遥か上だという。座右の銘は「二つ縛りにしか勝たん」。月収は5億。オードリーの春日俊彰のネタを使うことが多い。
母親のだい子と同じ金髪（現在は坊主で黒髪）で、ツインテールの髪型でメガネをかけている。しかし、だい子に似ていると言われた時には強く否定しており、たっかお父さんやけーたと同じくだい子が大嫌いな様子。
ほとんど「ゴース」としか話さず、感情により言い方が変わる。そのため言葉が伝わらないが、動画の日本語字幕をオンにすればゴンザレスの通訳を見ることができる（動画によっては字幕をオンにしなくても通訳が見られることがある）。「コロス（殺す）」や「5億」など「ゴース」に近い言葉を言える他、いざとなると少しは日本語を話せるようになる。
だい子と同じく、たっかお父さんとけーたからドッキリを仕掛けられることがある。
けーたから貰っただい子ちゃん二号の人形をいつも大事に持ち歩いている。ただし、人形を他の人に取られるとその怒りで覚醒し、相手を一撃で倒すことができる。
ケーキがアレルギー。
ロドリゲス
演者：だい
本名：安藤ロドリゲス
マナル隊ファミリーの次女。度々登場する。語尾に「ぴょん」を付ける。魔法を使い「ティンクルティンクルププイのプイ！」というおまじないを使って怪我を治したり、物を軽くしたり、現金を出したりすることができる。私利私欲な人間には魔法を使わない。基本的に声は高く、怒るときだけだい子並みに声が低くなる。少なからずロドリゲスの追っかけをしているオタクがいるらしい。回転寿司店で寿司を生きてる魚に変えるイタズラをしたことがある。

### その他
高齢ドライバー
演者：だい
本名：熊田熊男
だい子の実父で、けーたの祖父。ニュースなどに出演。麦藁帽子とサングラスを身につけ、農家のような田舎風の服を着て、自転車でよく主に町中などで駆け回っている。自転車で人の近くを通る時には、「オラオラどけどけぇ！危ないお前は本当に！」と言いながら運転している。よく事故などを起こしている。
けーたによく悪戯され、よく気絶してまた復活しての繰り返しである。自転車をいつも大事にしている。愛車はママチャリ。
SASUKEでは毎年1stステージのクワッドステップで敗退となっている。
雪祭りでハローキティの雪像やトーマスの雪像とイルミネーションを破壊したことがある。
揉むレンジャー
演者：だい・けーた・たっか
爆乳戦隊揉むレンジャーのヒーロー。
ピンクのヒーロースーツを着ている。決めポーズは胸を上下に揺らしてからとる。女役をしている太ったオタクで、オカマ声で喋っている。会った人や挨拶替わりに脱糞している。よく脱糞することが多く、練習中や移動の時もする。朝は便秘ぎみ。
ヒーローショーやテレビ番組のレギュラーを持っているものの、本番中などで何度も脱糞することが多く、脱糞した後にすぐ楽屋へ戻り監督に説教される羽目になる。あまりにも多くて、監督が揉むレンジャー役に交代されることがある。
その一方で、マナル市の平和を守る為に一日中見回りしているが、よく犯罪者やいじめっ子を擁護して警察や被害者を虐めるなど実際は反社会的である。そのせいか、よくわいせつ容疑でニュースに取り上げられ警察に追われる羽目になるが、「ボイン」と言う隠れみの術を使って回避している。
AIZIN初代で高齢ドライバーに勝利するもだい子により準決勝敗退となった。
騒音おじさん
演者：だい
北海道に住んでいる。家からフライパンと木べらを使って「帰れ、帰れ」と騒音を起こしている。ニュース番組の取材を受けているがあの手この手で撃退している。
だい子ちゃん4号
演者：たっか
だい子をモデルとして作られた人間型ロボット。開封時にだい子に驚かれ、一度名前が「けーたぁ！なによこれ！」になろうとした。だい子よりも力が強く、掃除機で口を吸われても平気な高性能ロボットであるが、ガリガリ君早食い対決ではだい子に敗北した。
たっかくん
演者：たっか
けーたのクラスメートの男子。イタズラで火災報知機を押したり､だい先生（後述）の牛乳におしっこを入れたりなどしている。
一時期、けーたの手下だったこともある。
マナル戦隊マナレンジャー
演者：たっか・だい・けーた
戦隊ヒーローで、悪の組織「ブラックダッカー」から平和を守る。メンバーはユメイエロー・ヘイワブルー・アイピンクの3人。正義のヒーローだが登場するときはドジを踏む。アイピンクのスーツは揉むレンジャーの流用。
タカシ
演者：たっか
バケモントレーナー。 バケモンマスターを目指して、北海道でバケモンとバトルしている。
エーキド博士
演者：だい
皆からバケモン博士と慕われている。タカシにバケモン「けーた」を託す。
けーた先生
演者：けーた
高校生時代のだい子の教師。
優しくて冷静な先生のフリをするが､逆らった生徒には銃を構えて攻撃する｡
ななこ
演者：けーた
たっかお父さん（旦那）の浮気相手で、度々登場する。もともとはたっかお父さんの彼女であったが、たっかお父さんがだい子に（強制的に）告白されたのをきっかけに事実上、彼女ではなくなった。茶髪のロングヘアが特徴。だい子がいない時によくたっかお父さんと密会する為、だい子から目の敵にされている。たっかお父さんとはLINEでよく話している。
だい先生
演者：だい
「ティーチャーだい」とも呼ばれ、「ヤスムヨ」という名前も持つ。けーた達の小学校の教師だが、生徒にいつもパワハラをしており、マスコミにバレて過剰に追いかけられる羽目になる。そのためか突然うつ病になっており、毎週水曜日には学校を休んで病院に行っている。
現在はけい子が通っている高校に勤めている。けい子のことが非常に大好きでけい子のブラジャーを盗み取ったり、けい子の私物を嗅いで触ったり、リコーダーをしゃぶったりと性的嗜好が激しい変態である。一方で他の生徒にはそういうことをしない｡
タカえもん
演者: たっか
未来の世界の猫型ロボット。青い帽子と服でお腹に白いポケットがあり、何でも取り出せるが、日用品ばかりである。メガネを掛けている。けーたによく頼られるが、面倒くさがっている。のんびり屋。
現在はけーたの家を離れてゴミ太の家に在住。
ゴミ太
演者：けーた
小学5年生の男子で、タカえもんにいつも助けを借りる。ダイジャンにいつもいじめられて、その度に仕返しをする。
ダイジャンの母親が大好きで、ダイジャンの母の動画を作る。タカえもんに敬語を使わないとタカえもんに叩かれる。
ダイジャン
演者：だい
いつもゴミ太を野球に誘ったりいじめたり、友達のヒザ夫とラジコンしたりする不良のガキ大将。いつもタカえもんの秘密道具でやっつけられるが、その度その度にゴミ太をいじめる。
ヒザ夫
演者：たっか
声のみ登場。ダイジャンとラジコンで遊ぶことになったができなくなった。
のぞみ
演者：けーた
ダイジャンの母親。知らない間にゴミ太にカメラで裸の映像を撮られて驚愕する。
けい子
演者：けーた
女子高校生で茶髪のくるくるロングヘアと帽子が特徴。だい子とは昔から仲良しである。だい子といつも遊んでいる時は気が合うが、だい子に嫉妬されている為よくいじめられている。だい先生にいつもセクハラされている。たっかの第2の浮気相手でもある。TikTokを撮ってたっ子のお母さんに怒られた。
西園寺☆けーた
演者：けーた
職業：ホスト
ホストクラブ「club manaru」にいるホストで、よくだい子と酒を交わす。
だい子とシャンパンコールする時は「口くさだい子～！顔キモだい子～！メンヘラだい子〜！」とだい子に暴言を吐いたり、だい子が早くシャンパンを入れないと銃を突きつける。そんな接客態度にオーナーが激怒してよく説教を喰らっている。
すぱ るた男
演者：だい
職業：保育士
その名の通りスパルタ保育士。
イタズラをしたり、やんちゃな子供には暴言を吐いたりなど、一般の保育士がすることではないような酷い事をする。音当てクイズで「アリサ」（先生の元カノ）と少しでもふざけたりするとすぐブチギレる。だが、最終的に復讐されてしまう。名言は「日本の未来は明るいぞ！」である。
ドリーマーズ
演者：たっか・だい・けーた
3人組のYouTuber。「よいしょー！」と言うたびに拍手を連発するのが特徴。
無限ループ
演者：たっか・だい・けーた・けーすけ・まる
5人組のYouTuber。動画が始まっても名前を無限に言い続けるのが特徴。
すがわらまさよし
演者：だい
オタク。よく女性のフィギュアを持って登場する。元々はYouTuberとして活動していたが、ライブ配信の際に登録者が急激に減少したため、YouTuberを辞めた。
DAILAND
演者：だい
イケメンホストだが、運が悪く毎日災難に遭う。床屋ではハサミで耳を切られたり、脱毛ケアが痛すぎたりと不幸の連続である。「世の中には2つの○○しかない。○○か、○○か。」が名言であるが、たまにツッコまれる。
破壊 神
演者：だい
職業：中学校教師
愛称は「YTH」。 怒るとすぐ物に当たるが、落ち着くと「物に八つ当たるのは嫌いだが…すまん。」。このセリフはDAILANDも使っている。
自転車にすら乗れず、好きなものはウサギのぬいぐるみであり生徒から大バッシングを受けている。
コンブ
演者：けーた
11歳。スカートが短すぎるため父に注意される。
コンブの父
演者：たっか
54歳。禿げている｡
マズオ
演者: たっか
反抗期のコンブに注意して、「雑魚が」と暴言を吐かれる。
サバオ
演者：だい
3歳の幼児。コンブにパワハラされる。
裁 判男
演者: だい
元小学校教師で、この道50年である。公平な裁定を下すと言っているが、実際は複数人殺害した女性には無罪にしたり、ブサイクな女性には死刑にしたり、自身が担任を務めた生徒には無罪のフリをして死刑にしたりと独裁的である。
たっかドス
演者: たっか
マナル隊恋愛ゲームに登場した。見た目だけでなく性格もひれ曲がっており、主人公との恋愛を妨害する。
ギャンブル戦隊マナレンジャー
演者: たっか・だい・けーた
戦隊ヒーローでパチンコが趣味。1万円さえあればやる気がみなぎり、敵を倒す。合体がいつもうまくできずに失敗して崩れて、怪我をする。
初期のメンバーは、青レンジャー、黄レンジャー、ピンクレンジャーだったが、2021年8月27日に投稿された動画からは、青レンジャー、緑レンジャー、赤レンジャーとなった。
ただし、黄レンジャーもピンクレンジャーもその後の動画でたまに登場している。
ニッキーマウス
演者：たっか・だい
デュズニーランドの人気キャラクター。着ぐるみであり中に人がいる。普段は声が高いが、キレると中の人の地声が出る。
ニッキーとマリオのどっちが人気かを一般人に聞いて、マリオと答えた子供には羽交い締めをして脅したり、子供、女性、老人以外の意見はカウントせずにしたりとあの手この手で無理やり全勝した。
非常に独裁的かつ短気で、日頃のルーティンでは指でスマホのアラームが止まらずにスマホを壊したり、妻の作ったご飯に文句をつけたりするほか、子供を追い回したり、カップルのペアチケットを破いたり、人の財布を盗んだりと犯罪的である。
マリオ
演者：けーた
ニッキーマウスと並ぶ有名なキャラクター。ニッキーとは正反対な優しい性格。原作とは違い「マンマミーヤ」としか話さない。
夜 二下野さん
演者：けーた
職業：夜逃げ専門家
夜逃げが得意。たっかお父さんの夜逃げを手伝ったが、バレてだい子に襲われる｡
査定する男
演者：だい
職業：真成文教大学教授（鑑定歴80年）
開運なんでも鑑定団に出た査定人。
ポン・コツ男
演者：たっか
「たーてん。」が口癖。

## マナル隊体操
2020年2月13日に投稿されたマナル隊初のオリジナル曲である。マナル隊のエンディングであり、「♪楽しい歌悲しい歌いろいろあるけれど どちらかと言うとこの歌は、楽しい方かな サンバー！」が使われている。サブチャンネルにフルバージョン、メインチャンネルに本編（コント）が公開された。
チャンネル開設から数日後にだいがギターを持ってきて3人でアレンジして歌ったのが「楽しい歌悲しい歌」である。その歌がかつてチャンネルのエンディングとなっていた。2020年8月1日以降はマナル隊体操と併用されている。
2024年以降からは「♪楽しい歌悲しい歌いろいろあるけれど、サンバー！」にカットされている。